# 황홀감

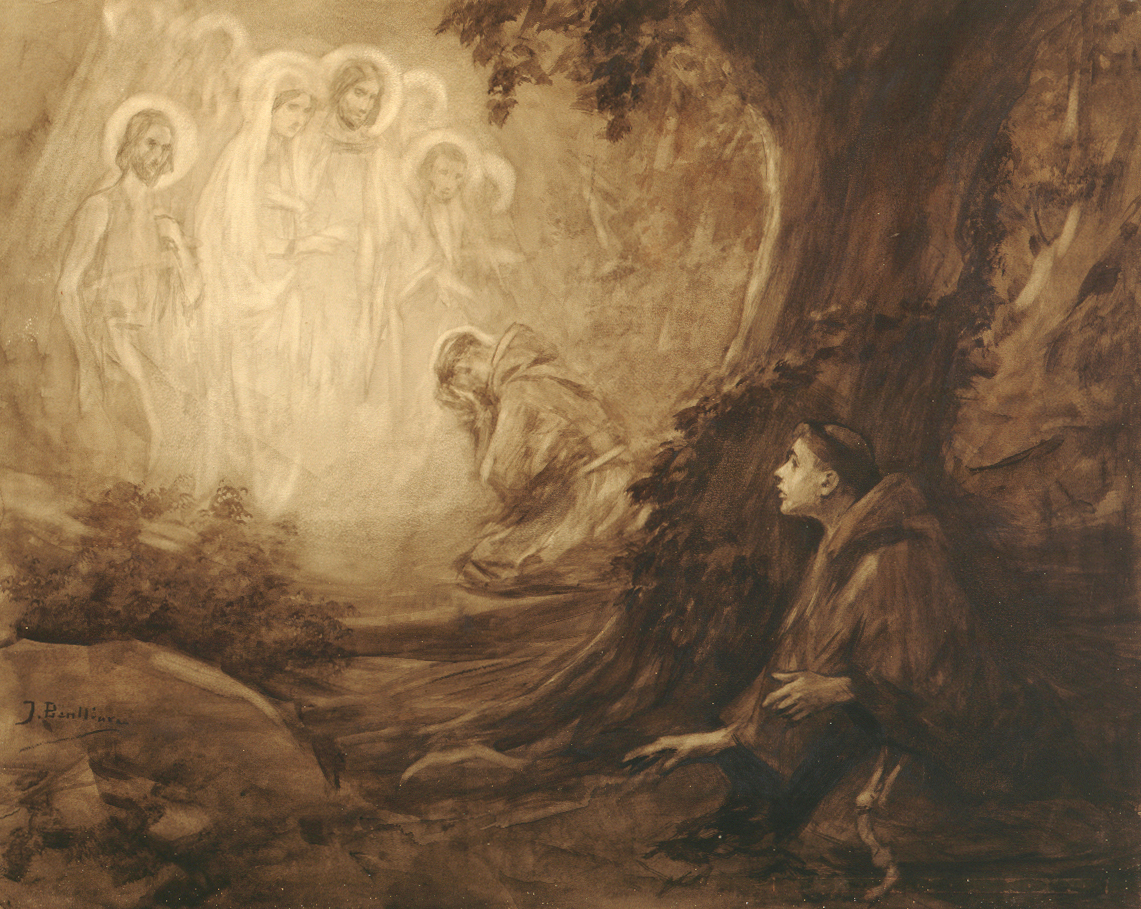

황홀감(恍惚感)은 쾌감이 최고조에 도달하여 무아지경이 된 상태를 말한다. 엑스터시(Ecstasy)라고도 한다. 주체가 인식의 대상에 완전히 관여하는 주관적인 경험이다. 고전 그리스 문학에서 이는 "정상적인 기능 위치에서" 정신이나 신체가 제거되는 것을 의미한다.
관심 대상에 완전히 몰입하는 것은 일반적인 경험이 아니다. 황홀감은 다른 대상에 대한 인식이 감소하거나 주변 환경과 대상 주변의 모든 것에 대한 인식이 완전히 결여되는 것을 특징으로 하는 변형된 의식 상태의 예이다. 이 단어는 또한 고양된 의식 상태나 매우 즐거운 경험을 지칭하는데도 사용된다. 이는 또한 영적인 것으로 인식될 수 있는 비일상적인 정신 공간에 대한 인식 상태를 나타내는 데 더 구체적으로 사용된다. (후자의 유형의 황홀감은 종종 종교적 황홀감의 형태를 취한다)

## 설명
심리적 관점에서 볼 때 황홀감은 자제력 상실이며 때로는 일시적인 의식 상실을 의미하며, 이는 종종 종교적 신비주의, 성교 및 특정 약물 사용과 관련이 있다. 황홀경이 지속되는 동안 황홀경은 일상생활과 접촉할 수 없으며 다른 사람과 의사소통을 할 수도 없고 정상적인 행동을 할 수도 없다. 경험은 물리적인 시간으로 짧을 수도 있고 몇 시간 동안 지속될 수도 있다. 시간, 공간 또는 자아에 대한 주관적인 인식은 황홀감 동안 크게 변하거나 사라질 수 있다. 예를 들어, 신체적인 작업에 집중하고 있으면 지적 사고가 중단될 수 있다. 반면, 황홀경 속에서 영혼 여행을 하는 것은 자발적인 신체 움직임의 중단을 포함한다.

## 같이 보기
- 몰입
- 법열의 시